# Joulujärvi (sjö i Enare, Lappland, 69,43 N, 29,16 Ö)
Joulujärvi är en sjö i kommunen Enare i landskapet Lappland i Finland. Arean är 37 hektar och strandlinjen är 7,16 kilometer lång. Sjön  ingår i Pasvik älvs huvudavrinningsområde.   Den ligger omkring 350 kilometer norr om Rovaniemi och omkring 1000 kilometer norr om Helsingfors. 
Joulujärvi ligger väster om Joulujärvi. 